# Valea Hranei
Il Valea Hranei è un affluente del Someș in Romania.

## Fonti
- Administrația Națională Apelor Române - Cadastrul Apelor - București
- Institutul de Meteorologie și Hidrologie - Rîurile României - București 1971
- Trasee turistice județul Sălaj